# Carla Martinis
Carla Martinis (* 19. Januar 1922 in Danculovice bei Jastrebarsko, Kroatien, damals Jugoslawien; † 9. August 2010 in Wien) war eine österreichische Opernsängerin mit der Stimmlage Sopran.

## Leben
Carla Martinis, eigentlich Dragica Martinis, stammte ursprünglich aus einer kroatischen Familie. Sie studierte Gesang an der Musikhochschule in Zagreb bei Marija Kostrenčić und war dort auch Schülerin von Prof. Vicko Martinis, den sie 1942 heiratete.
Sie debütierte, noch unter dem Namen Dragica Martinis, 1942 am Opernhaus von Zagreb als Mimi in der Oper La Bohème von Giacomo Puccini. Gastspiele führten sie an das Nationaltheater Prag. 1949 gewann sie den Internationalen Gesangswettbewerb von Genf. Martinis ging dann nach Wien und erhielt dort die Möglichkeit zu einem Vorsingen bei László Halász, dem damaligen Direktor der City Centre Opera in New York, der sie daraufhin als Sopranistin verpflichtete. Von 1950 bis 1953 sang sie dann mit großem Erfolg an der New York City Centre Opera. Ihre Antrittsrolle dort war im Dezember 1950 die Titelrolle in Turandot von Giacomo Puccini.
Im Dezember 1950 gastierte sie erstmals an der Wiener Staatsoper, zunächst immer noch unter dem Namen Dragica Martinis, ebenfalls als Turandot mit Helge Rosvaenge und Irmgard Seefried als ihren Partnern. Wenige Tage später folgte die Titelrolle in Puccinis Tosca. Diesmal waren wiederum Helge Rosvaenge und außerdem Alfred Jerger ihre Kollegen. Im Februar 1951 folgten wiederum Tosca (25. Februar 1951), Turandot (14. Februar 1951) diesmal mit Heinrich Bensing als Kalaf, Aida (23. Februar 1951) mit Elisabeth Höngen und Torsten Ralf als Partnern. Im März 1951 sang Martinis die Titelrolle in Madame Butterfly mit Rudolf Schock als Partner. Später trat sie in Wien unter dem Namen Carla Martinis auf. Von 1951 bis 1962 war Martinis festes Ensemblemitglied an der Wiener Staatsoper. Carla Martinis trat dort in über 250 Vorstellungen in 14 verschiedenen Partien auf. Sie sang schwerpunktmäßig die großen dramatischen Sopranrollen in den Opern von Giuseppe Verdi (Aida, Amelia, Desdemona, Forza-Leonora) und von Giacomo Puccini (Mimi, Cho-Cho-San, Manon Lescaut, Tosca, Turandot). Weitere Hauptpartien waren die Donna Anna in Don Giovanni von Wolfgang Amadeus Mozart sowie die Madeleine in Andrea Chénier von Umberto Giordano und die Antonia/Stella in Hoffmanns Erzählungen von Jacques Offenbach. Großen Erfolg hatte Martinis 1956 als Manon Lescaut in einer Neuinszenierung der gleichnamigen Oper von Giacomo Puccini durch den Regisseur Günther Rennert, in der Rudolf Schock und Walter Berry ihre Partner waren.
Am 3. Februar 1951 hatte Martinis in Wien ihr Rollendebüt als Aida in einer konzertanten Aufführung im Großen Saal des Wiener Musikvereins, die von Herbert von Karajan geleitet wurde, gegeben. Ihre Partner waren Lorenz Fehenberger als Radames, Nell Rankin als Amneris und Mario Petri als Ramphis. Im Sommer 1951 sang sie bei den Salzburger Festspielen als Partnerin von Ramón Vinay und Paul Schöffler unter der musikalischen Leitung von Wilhelm Furtwängler die Desdemona in Giuseppe Verdis Oper Otello. 1952 gastierte sie an der Grand Opéra in Paris als Amelia in Giuseppe Verdis Musikdrama Un ballo in maschera. 1952 sang sie beim Musikfestival in Aix-en-Provence die Donna Anna. 1952 gastierte sie außerdem als Tosca an der Deutschen Oper in Berlin. 1952 sang sie am Theatro Municipal in Rio de Janeiro die Turandot und die Titelrolle in der Oper La Gioconda von Amilcare Ponchielli.
Ebenfalls 1952 erfolgte ihr Debüt an der Mailänder Scala als Elena in Arrigo Boitos Mefistofele an der Seite von Renata Tebaldi, Ferruccio Tagliavini und Nicola Rossi-Lemeni unter der musikalischen Leitung von Victor de Sabata. 1952 übernahm sie an der Scala auch die Elisabetta di Valois in Verdis Don Carlo mit dem Dirigenten Antonino Votto und mit Gino Penno, Ebe Stignani und Nicola Rossi-Lemeni als Partnern. 1953 folgte wiederum die Donna Anna in einer Produktion mit Elisabeth Schwarzkopf, Léopold Simoneau und Mario Petri, die Herbert von Karajan leitete.
1953 sang sie am Teatro San Carlo in Neapel die Tosca als Partnerin von Ferruccio Tagliavini. Ebenfalls 1953 gab sie in Wien, wiederum im Großen Saal des Musikvereins, ein erfolgreiches Konzert mit dem Tenor Giuseppe Di Stefano. 1954 sang sie an der San Francisco Opera die Leonora in Verdis La forza del destino. 1956 gastierte sie am Teatro Verdi in Triest wiederum in der Titelrolle von La Gioconda.
Ein tragisches familiäres Ereignis führte Anfang der 1960er Jahre auf dem Höhepunkt ihres musikalischen Schaffens zur frühzeitigen Aufgabe ihrer Karriere. Martinis zog sich daraufhin zeitweise ganz aus der Öffentlichkeit zurück.
In Anerkennung ihrer künstlerischen Verdienste wurde Carla Martinis 1955 von der Wiener Staatsoper zur österreichischen Kammersängerin ernannt. 2002 erhielt sie außerdem das Goldene Ehrenzeichen für Verdienste um das Land Wien. Die Laudatio hielt Kammersänger Heinz Holecek.
Carla Martinis lebte zuletzt in Wien.

## Tondokumente
Das durch Rundfunkaufnahmen, Live-Mitschnitte und Schallplatten überlieferte musikalische Schaffen von Carla Martinis wurde in den letzten Jahren weitgehend auch auf CD, teilweise in speziellen historischen Dokumentationen, wiederveröffentlicht.
Sammlern historischer Rundfunkaufnahmen ist Carla Martinis insbesondere durch drei Opernaufnahmen bekannt, die Anfang der 1950er Jahre beim Nordwestdeutschen Rundfunk in Hamburg entstanden. In einer kompletten Aida-Aufnahme von 1951 in deutscher Sprache sang sie unter der musikalischen Leitung von Herbert von Karajan die Titelrolle, in der sie „eine lyrische Aida mit wirklich atemberaubendenden pianissimi, welche denen einer Caballé nahezu ebenbürtig sind“, verkörperte. Als Dragica Martinis ist sie außerdem die Desdemona in Wilhelm Furtwänglers Otello (1951 Salzburg) von EMI veröffentlicht, mit Ramón Vinay und Paul Schöffler. 1951 war sie auch die Donna Anna in einer Don Giovanni-Einspielung in italienischer Sprache unter Leopold Ludwig. 1952 sang Martinis die Rolle der Leonora in Giuseppe Verdis Oper Die Macht des Schicksals. Es dirigierte Hans Schmidt-Isserstedt. Ihre Partner waren Martha Mödl als Preziosilla, Rudolf Schock als Alvaro, Josef Metternich als Don Carlo di Vargas und Gottlob Frick als Pater Guardian. 1953 folgte eine Aufnahme der Oper Tosca mit Rudolf Schock als Cavaradossi und Josef Metternich als Scarpia. Es dirigierte Wilhelm Schüchter. Die beiden Verdi-Opern wurden, der damals gängigen Aufführungspraxis entsprechend, in deutscher Sprache eingespielt.
Die Stimme von Carla Martinis war „schön und warm timbriert für Verdi, verfügte aber auch über fulminante Höhen bei Puccini.“